# Mussanze (distrito)
Mussanze (em quiniaruanda: Musanze) é um distrito da Ruanda situado na província (intara) do Norte. De acordo com o censo de 2012, havia 368 267 habitantes. Se divide em 15 setores (imirengues):
| Setor    | Nome nativo | População (2012) |
| -------- | ----------- | ---------------- |
| Bussogo  | Busogo      | 21 512           |
| Ciuve    | Cyuve       | 39 091           |
| Gacaca   | Gacaca      | 23 605           |
| Gaxaqui  | Gashaki     | 13 648           |
| Gataraga | Gataraga    | 22 710           |
| Incotsi  | Nkotsi      | 13 546           |
| Muoza    | Muhoza      | 51 878           |
| Muco     | Muko        | 18 937           |
| Mussanze | Musanze     | 31 864           |
| Niangue  | Nyange      | 27 466           |
| Quimoni  | Kimonyi     | 15 589           |
| Quinigui | Kinigi      | 27 221           |
| Remera   | Remera      | 19 112           |
| Ruaza    | Rwaza       | 20 926           |
| Xinguiro | Shingiro    | 21 162           |